# Ubani
Bonny, Ibani o Ubani és una ciutat i una LGA de l'estat de Rivers, al sud de Nigèria. És al Golf de Biafra (o Golf de Bonny). És la capital del regne de Bonny (nom donat pels europeus per deformació d'Ubani) i la ciutat més important que està habitada pels bonnys (ubanis). Entre el segle xv i el segle xix va esdevenir en un port exportador d'esclaus més important de l'est del delta del Níger. Actualment també és un port important exportador de matèries primeres. La majoria dels seus habitants són descendents d'esclaus alliberats que provenien d'Igboland. Altres podrien ser emigrants de parts d'Igboland com la LGA de Ukwa, a l'estat d'Abia.
Enfront de la ciutat hi ha la petita illa de Bonny, que és un punt principal exportador de petroli.
La regió de Bonny produeix un tipus de petroli cru conegut com a petroli Bonny Light. La majoria del petroli que s'extreu a l'estat de Rivers és conduït a Bonny per a la seva exportació.

## Llengües
La majoria dels habitants de Bonny parlen igbo, concretament el dialecte anomenat bonny igbo; aquest dialecte a va tenir un rol molt important en l'evangelització cristiana d'igboland, fins al punt que la primera bíblia traduïda a l'igbo va estar escrita en el dialecte bonny.
L'igbo, que ara és la llengua principal, va anar substituint gradualment la llengua original dels bonnys, l'ibani. Ara mateix, aquesta última llengua es parla poc a la ciutat.

## Regne de Bonny
El Regne de Bonny és un estat tradicional i històric de la zona ijaw. Va esdevenir important al segle xv quan els portuguesos van començar el comerç d'esclaus atlàntic. Al segle xix va rebre la pressió política de l'Imperi Britànic, que va signar amb Bonny un tractat que el va convertir en un Protectorat anglès. Actualment, el regne de Bonny encara continua tenint un paper de regne tradicional ijaw.